# Yungblud (álbum)
Yungblud es el tercer álbum de estudio del cantante británico Yungblud. Fue lanzado el 2 de septiembre de 2022 a través de Locomotion Recordings y Geffen Records. El sencillo principal del álbum, "The Funeral", se lanzó el 11 de marzo de 2022, seguido del segundo sencillo, "Memories" con Willow, el 6 de mayo de 2022. Yungblud se anunció el 17 de mayo de 2022, a través de una transmisión en vivo en línea en la que Yungblud recibió un tatuaje en la caja torácica.

## Lista de canciones
| Yungblud – Edición estándar |                                     |                |          |  |
| N.º                         | Título                              | Productor (es) | Duración |  |
| 1.                          | «The Funeral»                       | Greatti        | 3:30     |  |
| 2.                          | «Tissues»                           | Greatti        | 3:35     |  |
| 3.                          | «Memories» (con Willow)             | Greatti        | 2:35     |  |
| 4.                          | «Cruel Kids»                        |                | 2:52     |  |
| 5.                          | «Mad»                               | Greatti        | 2:25     |  |
| 6.                          | «I Cry 2»                           |                | 1:56     |  |
| 7.                          | «Sweet Heroine»                     |                | 2:31     |  |
| 8.                          | «Sex Not Violence»                  |                | 3:22     |  |
| 9.                          | «Don't Go»                          |                | 2:29     |  |
| 10.                         | «Don't Feel Like Feeling Sad Today» | Yungblud       | 1:56     |  |
| 11.                         | «Die For a Night»                   |                | 1:32     |  |
| 12.                         | «The Boy in the Black Dress»        |                | 4:17     |  |

| Yungblud – Edición digital |               |                |          |  |
| N.º                        | Título        | Productor (es) | Duración |  |
| 13.                        | «The Emperor» | Harrison       | 2:56     |  |

| Yungblud – Edición física de lujo |                                    |                |          |  |
| N.º                               | Título                             | Productor (es) | Duración |  |
| 13.                               | «The Funeral» (acústico)           | Greatti        | 3:33     |  |
| 14.                               | «The Funeral» (Live at The Shrine) | Greatti        | 4:01     |  |

## Posicionamiento en lista
| Lista (2022)                    | Mejor posición |
| ------------------------------- | -------------- |
| Alemania (Offizielle Top 100)   | 3              |
| Australian Albums (ARIA)        | 1              |
| Austria (Ö3 Austria)            | 1              |
| Bélgica (Ultratop flamenca)     | 2              |
| Bélgica (Ultratop valona)       | 5              |
| Escocia (Scottish Albums Chart) | 1              |
| España (PROMUSICAE)             | 5              |
| Irlanda (OCC)                   | 1              |
| Italian Albums (FIMI)           | 6              |
| New Zealand Albums (RMNZ)       | 1              |
| Países Bajos (Album Top 100)    | 2              |
| Polonia (ZPAV)                  | 5              |
| Suiza (Schweizer Hitparade)     | 32             |
| Reino Unido (UK Albums Chart)   | 1              |
| US Billboard 200                | 45             |
| US Top Rock Albums (Billboard)  | 7              |